# Triolena pumila
Triolena pumila är en tvåhjärtbladig växtart som beskrevs av Gina Umaña Dodero och Frank Almeda. Triolena pumila ingår i släktet Triolena och familjen Melastomataceae.
Artens utbredningsområde är Costa Rica. Inga underarter finns listade i Catalogue of Life.